# Hugo Mathues

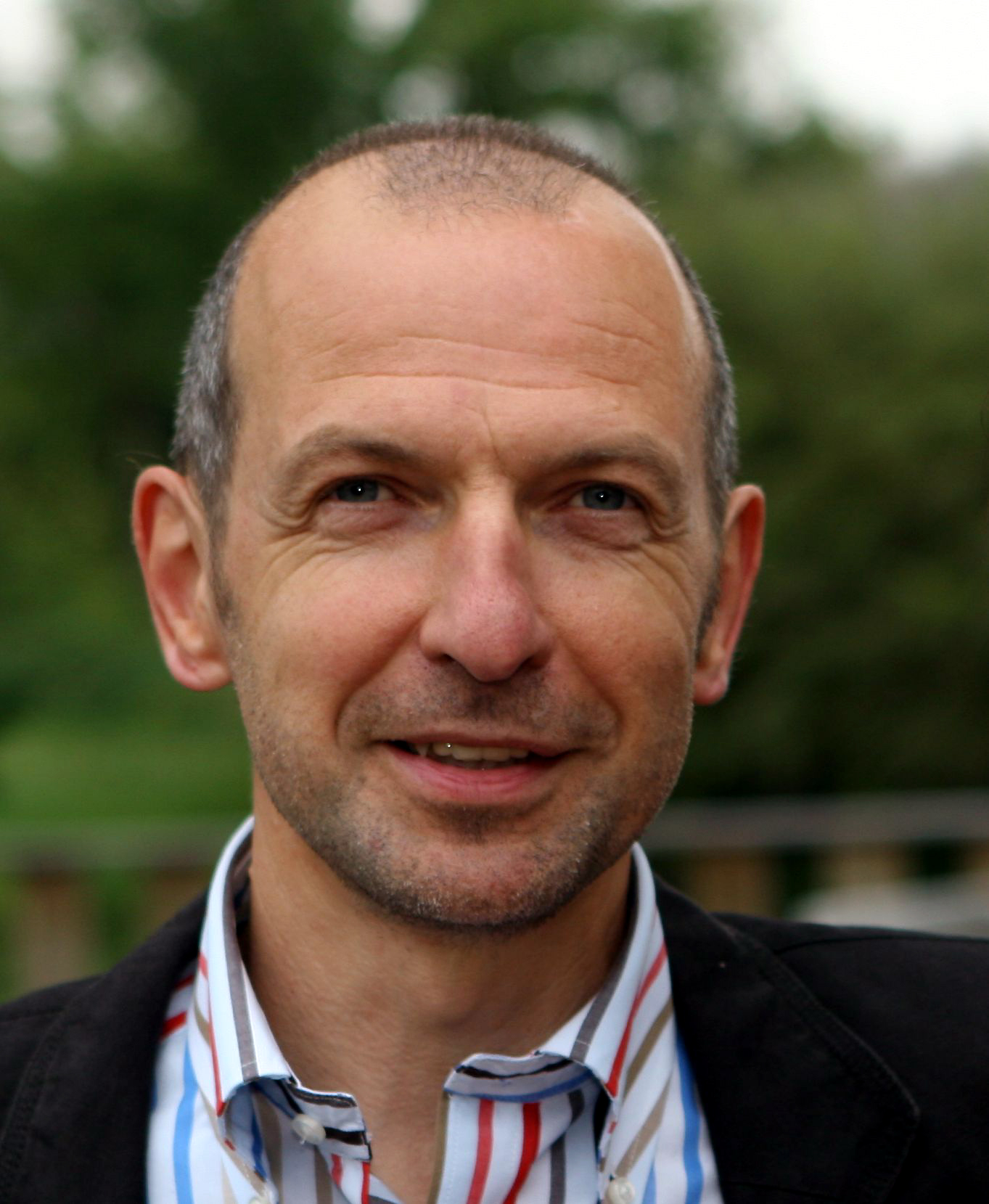
Hugo Mathues

Hugo Mathues (Tienen, 1959) is een Vlaams weerkundige. Hij heeft een eigen weerstation in Ransberg en houdt sinds 1973 regionale meetgegevens bij die via een website toegankelijk zijn voor het grote publiek. Bij speciale weergebeurtenissen komen VRT, VTM, ROB-TV, Radio1 en 2 graag naar Ransberg om Hugo Mathues duiding te laten geven bij een ongewoon weerfenomeen.
In 1992 werd Hugo Mathues officiële waarnemer voor het KMI. Elke week worden zijn weerfoto’s gebruikt voor het VRT-weerbericht. Foto’s en grafieken van Hugo Mathues verschenen in tijdschriften en boeken over het weer, onder andere in het recente boek ‘Meer weer’ van Frank Deboosere. Hugo Mathues schrijft zelf ook weerpraatjes voor Het Nieuwsblad. Drie keer per week verzorgt hij het telefonische weerpraatje voor ROB-TV en in vakantieperiodes ook voor Radio2 (Limburg en Vlaams-Brabant) en voor radio Nostalgie.
Mathues is leraar wiskunde en chemie aan de VIA-scholen in Tienen. Zijn diploma: GLSO Wetenschappen-Aardrijkskunde.